# Lisa Brennan-Jobs
Lisa Brennan-Jobs (Portland, 17 mei 1978) is een Amerikaans schrijfster en journaliste. Zij is de dochter van Apple-oprichter Steve Jobs en de schilderes en schrijfster Chrisann Brennan. Aanvankelijk weigerde Jobs het vaderschap te erkennen, wat tot een rechtszaak leidde. Het tweetal schikte uiteindelijk. Brennan-Jobs werkt voor een tijdschrift. 
Een van de Apple-computers, de Apple Lisa, is vernoemd naar Brennan-Jobs.